# Max de Terra
Pas d'image ? Cliquez ici
Max de Terra, né le 6 octobre 1918 à Zurich et mort dans la même ville le 29 décembre 1982, est un pilote suisse de course automobile. 
Spécialiste de la course de côte, il a également disputé deux épreuves de championnat du monde des conducteurs, en 1952 et 1953.

## Résultats en championnat du monde de Formule 1
| Saison | Écurie         | Châssis           | Moteur             | Pneus     | GP disputés | Qualification | Classement | Classement en championnat |
| ------ | -------------- | ----------------- | ------------------ | --------- | ----------- | ------------- | ---------- | ------------------------- |
| 1952   | Alfred Dattner | Simca-Gordini T11 | Gordini 4 en ligne | Englebert | Suisse      | 21e           | abandon    | n.c.                      |
| 1953   | Écurie Espadon | Ferrari 166 F2    | Ferrari V12        | Pirelli   | Suisse      | 19e           | 8e         | n.c.                      |